# Museo Archivo de Sant Andreu de Llavaneres
El Museo Archivo de San Andrés de Llavaneras (en catalán Museu Arxiu de Sant Andreu de Llavaneres), en San Andrés de Llavaneras (Barcelona) España, tiene su sede en el edificio de Can Caralt, una masía del siglo XVIII, Can Cassany, transformada en casa señorial por José de Caralt Argila en la segunda mitad del siglo XIX. Can Caralt acoge también el Archivo Municipal que contiene documentación desde el siglo XVI.  
El Museo está integrado en la Red de Museos Locales de la Diputación de Barcelona.

## Fondo del museo
Cuenta con una colección etnográfica del campo y del hogar, una de radios y una de cámaras fotográficas y proyectores de fines del siglo XIX. La pinacoteca ocupa toda la primera planta del edificio y contiene obras de pintores relacionados con San Andrés de Llavaneras como los Masriera, Aureli Tolosa, Alexandre Cardunets, Joaquim Vancells, Rafael Durancamps y Opisso, además de un fondo de pintura catalana contemporánea con obras de artistas como Joaquim Mir, Ramon Calsina, Albert Ràfols-Casamada, Antoni Clavé, Eduard Alcoy, Joan Miró Antoni Tàpies o Josep Guinovart. Desde el mayo de 2010, el museo dispone de una nueva sala dedicada a la escultura, que da cabida a un fondo patrimonial con nombres como Manolo Hugué, Josep Maria Subirachs, Manuel Cusachs, Josep Maria Riera Aragó, Rosa Serra y Joan Borrell Nicolau.
El museo también dispone de una sala para exposiciones temporales. El año 2012 se inician exposiciones con obra de pequeño formato en la sala de entrada del mismo museo.

## Galería de imágenes

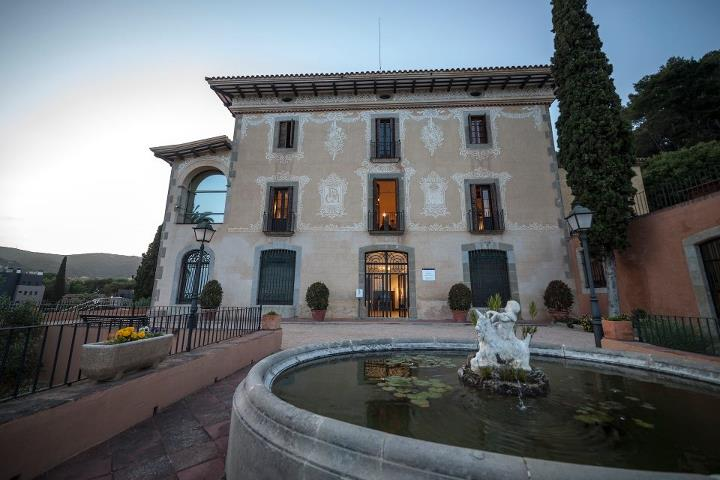
Fachada y alrededores.
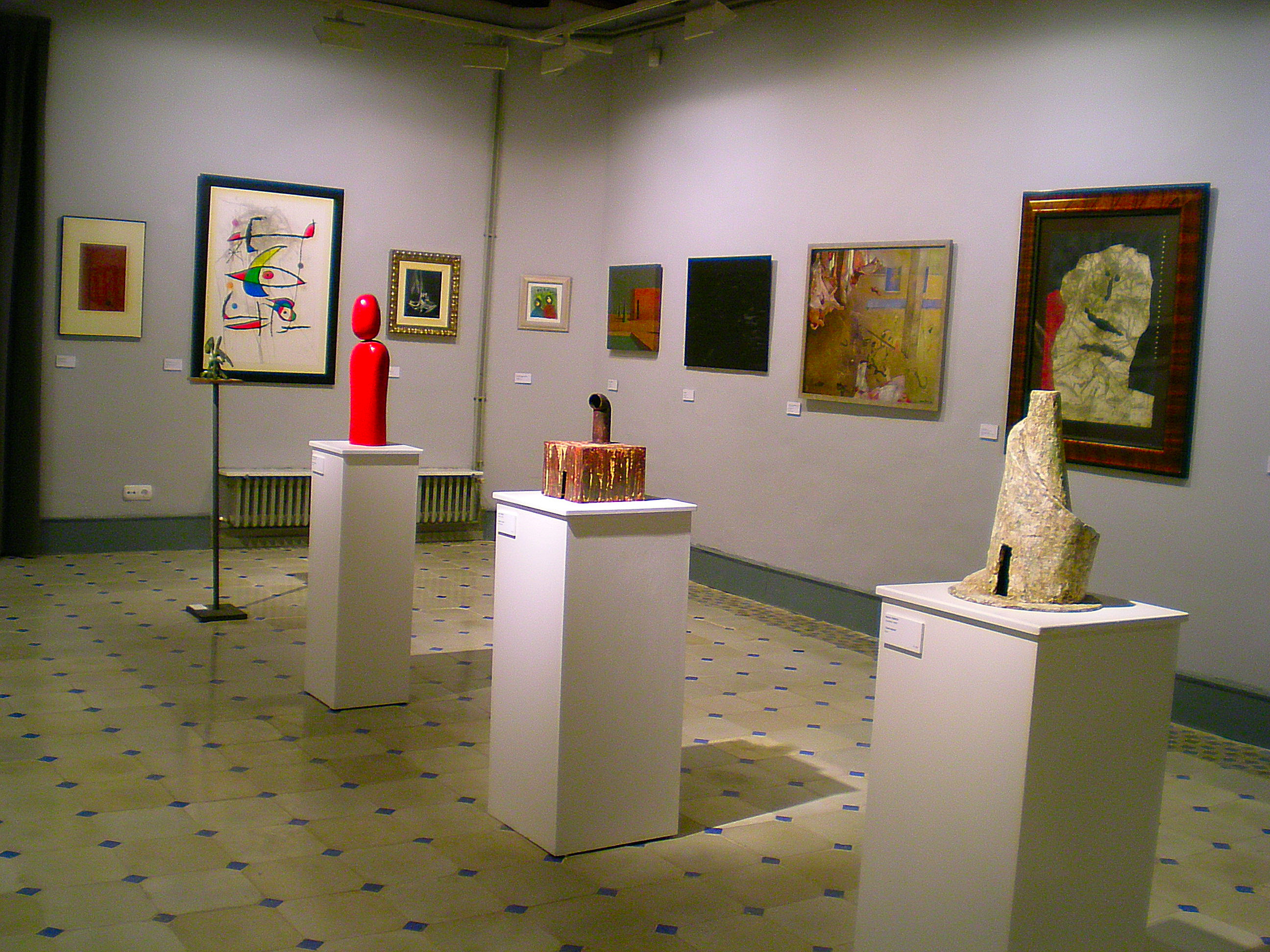
Sala de la pinacoteca.
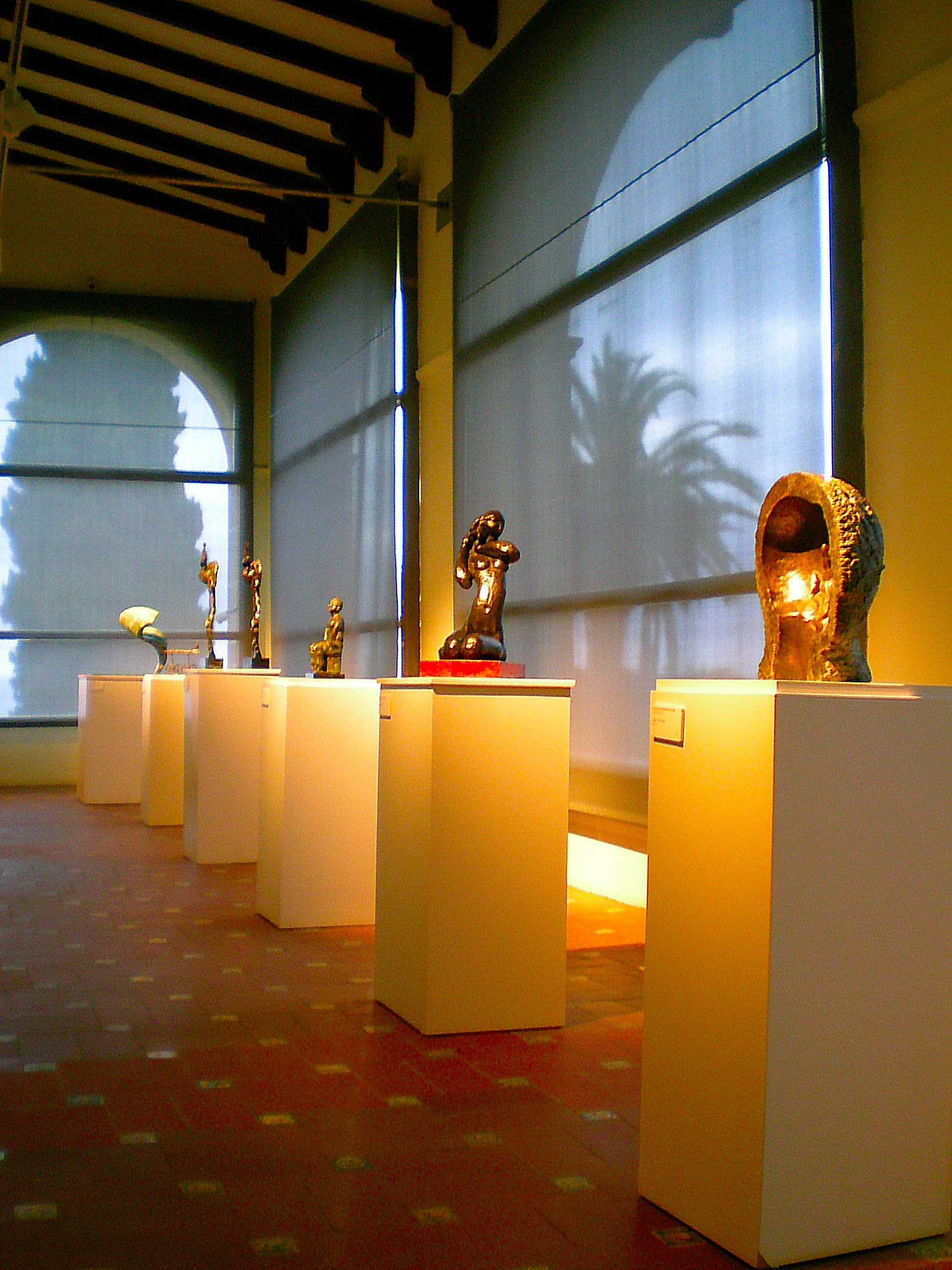
Sala de la escultura.
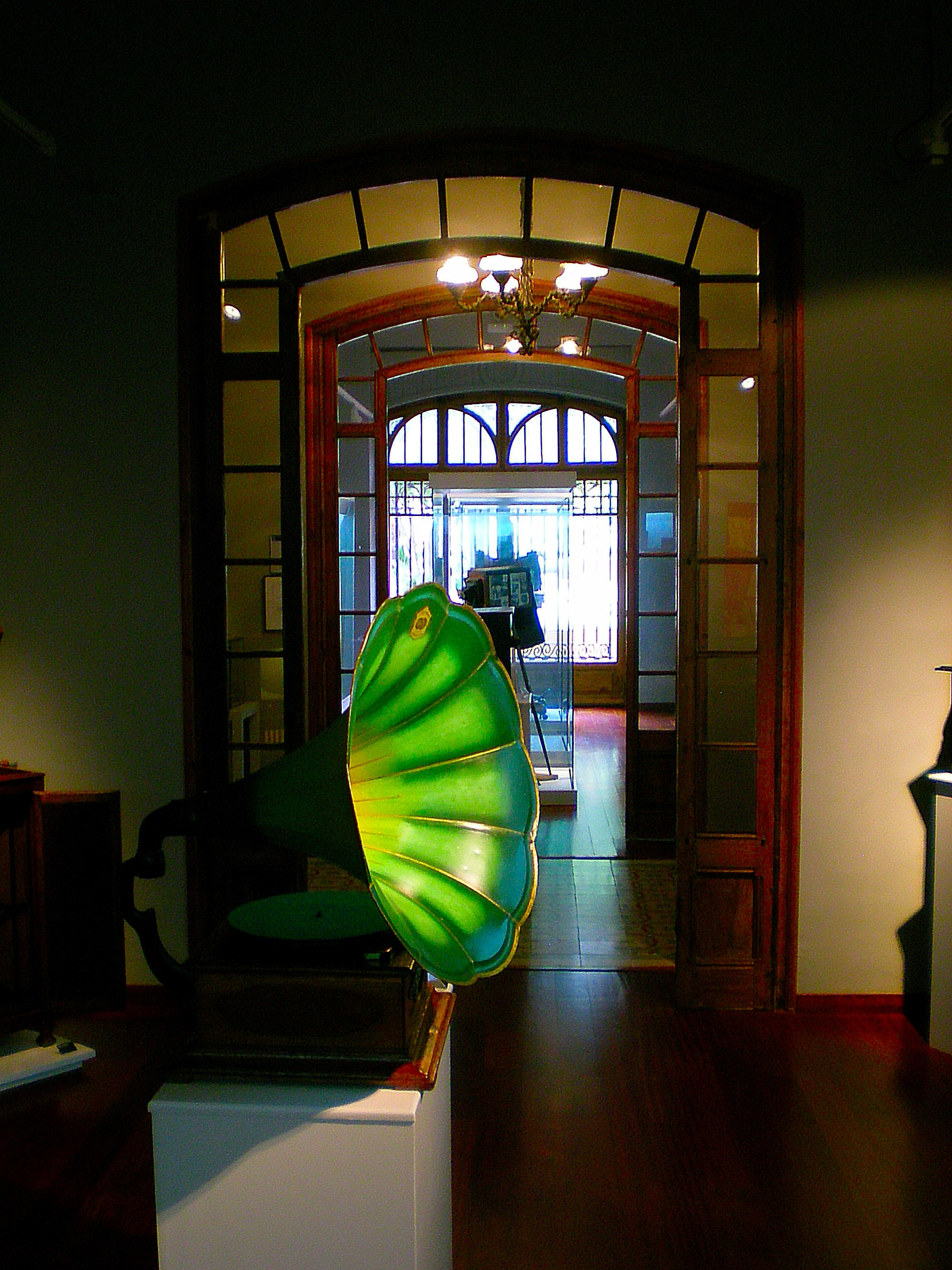
Sala de las radios y gramófonos.
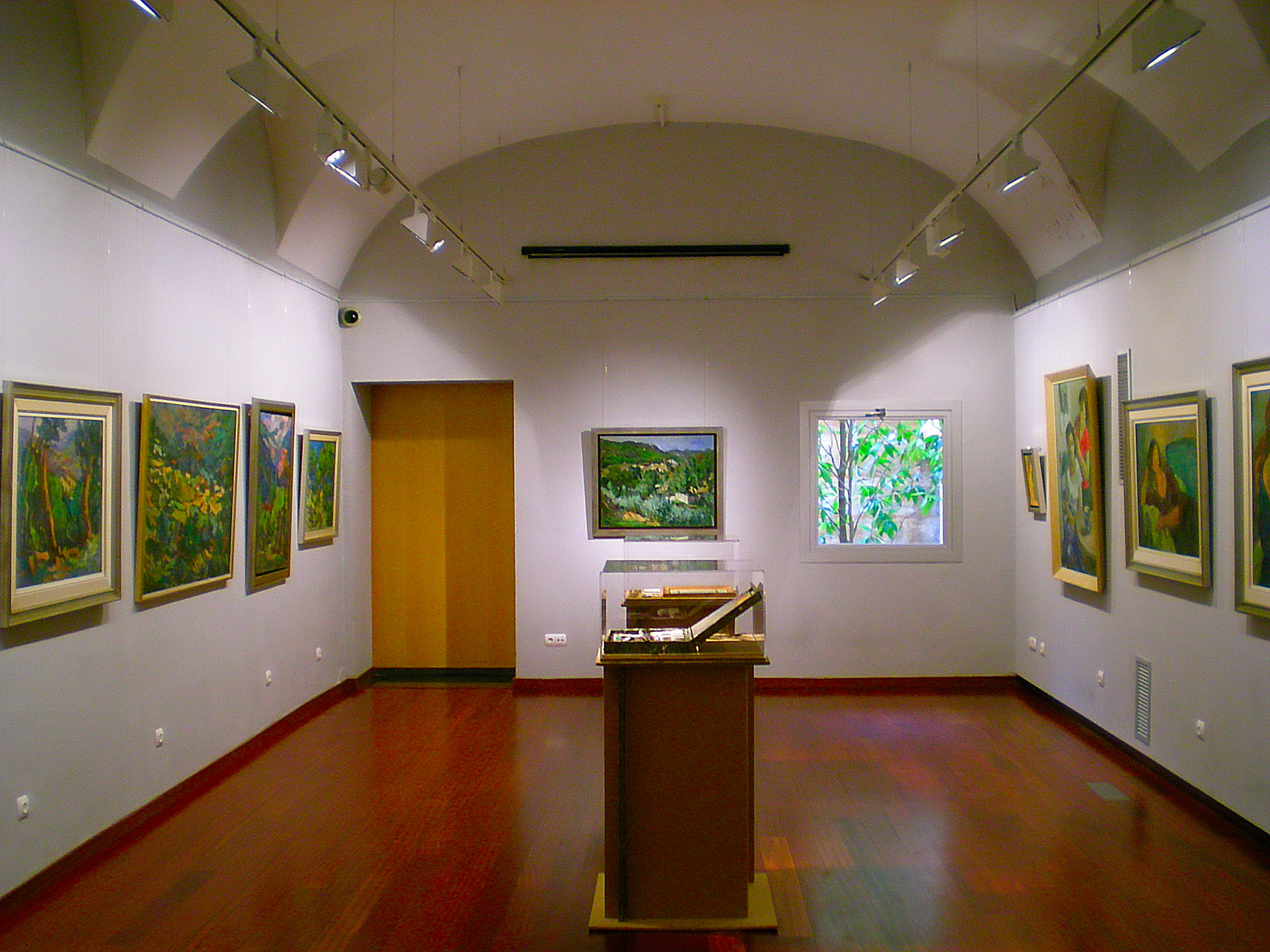
Sala de exposiciones temporales.